# Jezioro Lubichowskie
Jezioro Lubichowskie – jezioro położone na północnowschodnim obrzeżu Borów Tucholskich (powiat starogardzki, województwo pomorskie) w bliskim sąsiedztwie Wdy na obszarze Lubichowa (nad jeziorem znajduje się kąpielisko gminne).
Powierzchnia całkowita 37 ha.